# Rodolfo Francisco Bobadilla Mata
Rodolfo Francisco Bobadilla Mata (ur. 16 października 1932 w mieście Gwatemala, zm. 13 kwietnia 2019 tamże) – gwatemalski duchowny rzymskokatolicki, w latach 1996-2012 biskup Huehuetenango.

## Życiorys
Święcenia kapłańskie przyjął 13 sierpnia 1958. 15 maja 1987 został prekonizowany wikariuszem apostolskim El Petén ze stolicą tytularną Lari Castellum. Sakrę biskupią otrzymał 27 czerwca 1987. 28 września 1996 został mianowany biskupem Huehuetenango. 14 maja 2012 przeszedł na emeryturę.